# 中樞神經系統

1：腦 2：中樞神經系統 3：脊髓

中枢神经系统（central nervous system，縮寫：CNS）是神经系统中神经细胞集中的结构，位于生物体中轴，主要功能是整合（传递、储存、加工）从生物体各部分收到的信息，并调节和控制生物体各部分的活动，使其做出适当反应。
在脊椎动物，中枢神经系统位於背腔内，包括腦和脊髓，脑位于颅腔内，脊髓位于椎管中；顱骨保護腦，脊椎保護脊髓。在高等无脊椎动物如环节动物和昆虫等，则主要包括腹神经索和一系列的神经节。
人的中枢神经系统构造最复杂且完整，特别是大脑半球的皮层获得了高度的发展，成为神经系统最重要和高级的部分，保证了机体各器官的协调活动，以及机体与外界环境之间的统一与协调。
中樞神經系統與周围神经系统組成了神經系統，控制了生物的行為。

## 外部連結
- Overview of the Central Nervous System（页面存档备份，存于）, Neuroscience Online (electronic neuroscience textbook)
- High-Resolution Cytoarchitectural Primate Brain Atlases
- Explaining the human nervous system（页面存档备份，存于）.
- The Department of Neuroscience at Wikiversity
- Central nervous system histology（页面存档备份，存于）